# Euphyia cataphaea
Euphyia cataphaea là một loài bướm đêm trong họ Geometridae.